# Baeotis medea
Baeotis medea är en fjärilsart som beskrevs av Hans Ferdinand Emil Julius Stichel 1923. Baeotis medea ingår i släktet Baeotis och familjen Riodinidae. Inga underarter finns listade i Catalogue of Life.